# UV Ceti
UV Ceti fa parte del sistema binario Luyten 726-8 ed è, come la sua compagna, BL Ceti, una piccola nana rossa (M6.0 V) con solo il 10% della massa solare, il 14% del suo diametro e meno di 4/100 000 della sua luminosità. UV Ceti ha una magnitudine apparente di +13,02 e una magnitudine assoluta di +15,96.  Nomenclature alternative per questa stella sono: Luyten 726-8 B, Gliese 65 B, G272-61 B, LHS 10, NS 0139-1757 B, LDS 868 e Stella variabile di Luyten.
UV Ceti percorre un'orbita fortemente ellittica (e=0,62) e con asse maggiore di 11 unità astronomiche (1,6×109 km) con un periodo di 26,5 anni.
UV Ceti è un esempio di stella a brillamento: è in grado di aumentare la luminosità di cinque volte in meno di un minuto, per poi tornare in due o tre minuti alla luminosità normale, oppure variare improvvisamente di nuovo dopo diverse ore. Nel 1952, UV Ceti venne osservata variare 75 volte la sua normale luminosità in solo 20 secondi. Costituisce il prototipo delle stelle variabili a brillamento che vengono anche definite variabili di tipo UV Ceti.
I brillamenti di UV Ceti, scoperti da E. Carpenter nel 1948, erano di notevole intensità: non si era ancora in grado di distinguere quale delle due stelle avesse aumentato la propria luminosità, ma il 7 dicembre 1948 si vide che in poco più di tre minuti l'intensità luminosa dell'insieme delle due stelle era aumentata di 12 volte: dalla magnitudine 14,7 alla 12. Studi successivi rivelarono brillamenti ancora più intensi, in grado di elevare la stella, in almeno un'occasione (24 settembre 1952), fino alla magnitudine 6,8 quasi alla soglia del visibile ad occhio nudo.